# Râmnicelu (Buzău)
Pour les articles homonymes, voir Râmnicelu.
Râmnicelu est une commune du județ de Buzău en Roumanie.